# Rimbor
Rimbor è un pianeta immaginario dell'Universo DC del XXX secolo, meglio noto come pianeta natale del membro della Legione dei Super-Eroi Ultra Boy.

## Storia
Rimbor ha la reputazione di pianeta duro e grezzo dove il crimine dilaga.
Per alcuni motivi non ben spiegati, la maggior parte della gente di Rimbor possiede dei nome che riguardano uno schema preciso: il primo nome consiste di due lettere, e il cognome di tre. Esempio: Jo Nah (Ultra Boy), "An Ryd" "Mo Seh", ecc. Naturalmente ci sono delle eccezioni.
Rimbor è anche un luogo nella serie Young Justice dove la Justice League fu inviata da Light sotto controllo mentale ad attaccare e provocare un attacco alieno alla Terra.